# Culicoides dendrophilus
Culicoides dendrophilus är en tvåvingeart som beskrevs av Amossova 1957. Culicoides dendrophilus ingår i släktet Culicoides och familjen svidknott. Inga underarter finns listade i Catalogue of Life.